# スファエロトルス
スファエロトルス(Sphaerotholus)は白亜紀後期に現在のアメリカ合衆国西部およびカナダに生息していたパキケファロサウルス科恐竜の属の1つである。現在のところ3種が記載されている。タイプ種 S. goodwiniはアメリカ、ニューメキシコ州サンファン郡にあるカートランド層(カンパニアン後期)のデンナジン部層で発見された。S. buchholtzaeはモンタナ州カーター郡西部にあるヘルクリーク層(マーストリヒチアン後期)で発見された。そしてS. edmontonenseはカナダ、アルバータ州にあるホースシューキャニオン層で発見された。属名はギリシャ語で「ボール」を意味するsphairaと「ドーム」を意味するtholosから造語されており、堅頭竜類に特徴的な頭骨にちなんだものである。カンパニアンのニューメキシコからマーストリチアンのモンタナまで、この属は比較的長い期間存続し(700万年-800万年)し、広範囲に生息してた。2002年にこの属を記載した WilliamsonとCarrは以下のような記相を示している。他のパキケファロサウルス科の属と異なり、尾側から見て横方向の深さが減少した頭頂骨-鱗状骨間棒状部(parietosquamosal bar)があり、1列の骨瘤と1箇所の側面腹側の角の骨瘤で縁取られている。スファエロトルスは高度に派生的（進歩的）な堅頭竜類であると考えられている。

## 種

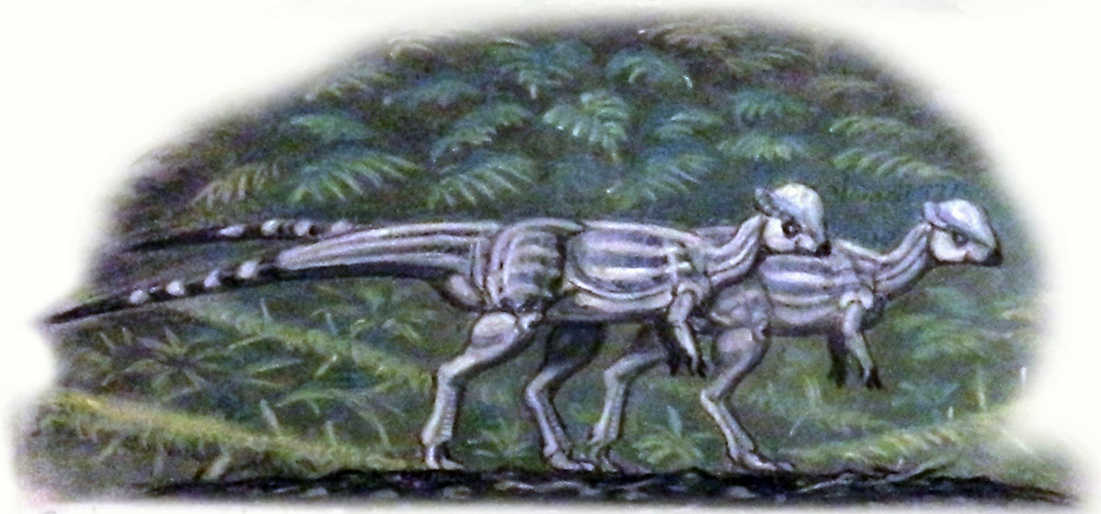
スファエロトルスの想像生態復元図

### Sphaerotholus goodwini
タイプ種のホロタイプ(NMMNH P-27403、ニューメキシコ自然史博物館蔵)は顔面と口蓋の要素を欠く不完全な頭骨で構成される。この種は以下の記相で識別される。尾側から見たparietosquamosal barの横方向の深さの減少程度がS. buchholtzae よりも少なく、頭頂骨が鱗状骨の間の薄い細片に変わっている。種小名は堅頭竜類の研究に貢献した古生物学者Mark Goodwinに献名されたものである。S. goodwini として参照される第2の標本(NMMNH P-30068)はカートランド層のファーミントン部層の上部から発見された。この標本は断片的な鱗状骨とほぼ完全な歯骨、および不確定な頭骨の断片で構成される。

### Sphaerotholus buchholtzae
S. buchholtzaeのホロタイプ(TMP 87.113.3) は不完全な頭骨で構成される。この種は以下の記相で識別される。スファエロトルスの中では尾側から見ると、左右の鱗状骨の間に頭頂鱗状骨瘤(parietosquamosal node)を配置するのに十分な広さの頭頂骨の露出があり、頭頂鱗状骨棚(parietosquamosal shelf)の尾側の縁が浅くなっていく度合いがS. goodwini より大きい。側面の角の骨瘤がS. goodwiniのものより相対的に小さくなっていて、 parietosquamosal barの腹側の縁の上に位置している。頭頂鱗状骨棚の側方にある骨瘤は鱗状骨上では縮小し、後眼窩骨のリッジと癒合している。種小名は堅頭竜類の研究に貢献したEmily A. Buchholtzに献名されたものである。
この種をプレノケファレ・エドモントネンシス(もしくはSphaerotholus edmontonensis　後述)の主観後行異名(それぞれ別のタイプ標本を持つシノニム)とする説が提案されている。

### Sphaerotholus edmontonensis
S. edmontonensisは1943年にBrownおよびSchlaikjerにアルバータ州のホースシューキャニオンで発見された3つのドームに基づいてTroödon edmontonensisとして記載された。WilliamsonとCarrによりこの種は無効とされた。しかし、後の研究によりS. edmontonenseはドーム後方にある対になったホーンレットでS. goodwiniと、細長い頭頂部でS. goodwini とそれぞれ識別可能であることが分かった。 そのため現在有効な種とみなされている。

## 関連
- Timeline of pachycephalosaur research

## 参照
1. 1 2 3  Carr, T. E. and Williamson, T. D. 2002. "A new genus of highly derived pachycephalosaurian from western North America". Journal of Vertebrate Paleontology 22(4):779-801.
2. ↑  Robert M. Sullivan (2003). “Revision of the dinosaur Stegoceras Lambe (Ornithischia, Pachycephalosauridae)”. Journal Of Vertebrate Paleontology 23 (1):  181–207. doi:10.1671/0272-4634(2003)23[181:rotdsl]2.0.co;2.
3. ↑  Brown, B. and E. M. Schlaikjer (1943). "A study of the troödont dinosaurs with a description of a new genus and four new species." Bulletin of the American Museum of Natural History 82(5): 115-149.
4. ↑  Longrich, N. R., J. T. Sankey, et al. (2010). "Texacephale langstoni, a new genus of pachycephalosaurid (Dinosauria: Ornithischia) from the upper Campanian Aguja Formation, southern Texas, USA." Cretaceous Research 31: 274-284.